# Sirup (film)
Sirup er en dansk film fra 1990.
- Manuskript Helle Ryslinge og Peter Boesen.
- Instruktion Helle Ryslinge.

Blandt de medvirkende kan nævnes:
- Peter Hesse Overgaard
- Kirsten Lehfeldt
- Pernille Højmark
- Inger Hovman
- Arne Siemsen
- Aage Haugland
- Søren Østergaard
- Marianne Moritzen
- Cecilia Zwick Nash
- Lillian Tillegreen
- Kirsten Peüliche
- Lilli Holmer
- Peter Poulsen